# Renata Kallosh
Renata Ernestovna Kallosh (rus: Рената Эрнестовна Каллош, nascuda el 1943) és una física teòrica, professora al Departament de Físiques de la Universitat Stanford (Califòrnia). És coneguda per les seves contribucions en teoria de cordes, en particular per la seva proposta (juntament amb Sandip Trivedi, Andrei Linde, i Shamit Kachru) dels primers models d'expansió accelerada de l'univers basats en teoria de cordes supersimètrica a baixes energies, coneguts com a "models KKLT".
Es va llicenciar en física a la Universitat Estatal de Moscou el 1966 i va obtenir el seu doctorat a l'Institut Lebedev de Físiques (Moscou) el 1968, on va ser professora fins a traslladar-se al CERN per un any el 1989. El 1990, Kallosh es va unir a la Universitat Stanford. Els seus treballs de recerca es focalitzen en supersimetria, supergravetat, teoria de cordes, teoria quàntica de forats negres i ones gravitacionals en teories supersimètriques. Recentment ha estat implicada en estudis de la cosmologia de l'univers primerenc i propietats de l'energia fosca en el marc de teoria de cordes i teoria M.
Renata Kallosh és casada amb un altre conegut físic teòric, Andrei Linde, amb qui té dos fills.